# Zanthoxylum armatum
Espèce
Zanthoxylum armatum , est une espèce de plantes à fleurs de la famille des Rutacées. C'est un arbuste originaire d'Asie. Le nom vernaculaire de ce poivre est  Timut en Français, alors que pour les Népalais, d'où provient cette baie, on utilise le nom de Timur. Que l'on prononce « Timourrrr ».

## Description
C'est un arbuste ou petit arbre a feuilles caduques, qui peut atteindre 5 m. Les rameaux et le dessous des feuilles sur la nervure médiane, sont généralement dotés d'épines. Les jeunes rameaux glabres, les inflorescences et  les rachis pubescents sont de couleur rouges. Les feuilles ont  3-9 (ou 11) folioles;  opposées, lancéolés , ovales ou elliptiques, base atténuée à largement cunéiforme, apex aigu à acuminé. Les inflorescences sont terminales sur de courts rameaux latéraux et parfois axillaires, de 1 à 7 cm de long, avec moins de 30 fleurs. Le fruit en follicules est généralement violet ou rouge. Graines brun noirâtre, de 3-4 mm de diamètre. Fl. avril-mai, fr. Août-octobre.

## Distribution et habitat
On le trouve dans de nombreux habitats, en dessous de 3100 mètres dans l'Anhui, le Fujian, le Gansu, le Guangdong, le Guangxi, le Guizhou, le Henan, le Hubei, le Hunan, le Jiangsu, le Jiangxi, le Shaanxi, le Shandong, le Shanxi, le Sichuan, le Xizang, le Yunnan, le Zhejiang en Chine.
Mais on le trouve aussi au Bangladesh, Taiwan, au Bhoutan, en Inde, en Indonésie, au Japon (y compris les Îles Ryūkyū), au Cachemire, en Corée, au Laos, en Birmanie, au Népal, au Pakistan, aux Philippines, en Thaïlande et au Viêt Nam .

## Taxonomie
Zanthoxylum armatum a été décrit par Augustin Pyrame de Candolle et publié dans Prodromus Systematis Naturalis Regni Vegetabilis 1: 727, en 1824 .
Variétés acceptées
- Zanthoxylum armatum var. armatum
- Zanthoxylum armatum var. ferrugineum (Rehder & E.H. Wilson) C.C. Huang

Cytologie
Le nombre de chromosomes est de:  2 n = 66.
Synonymes
 pour variété armatum
- Fagara alata var. tomentosa M.Hiroe  				(1974)
- Zanthoxylum alatum Roxb.  					(1832)
- Zanthoxylum alatum var. planispinum  (Siebold & Zucc.) Rehder & E.H.Wilson 	(1914)
- Zanthoxylum alatum f. subtrifoliolatum Franch.  				(1889)
- Zanthoxylum arenosum Reeder & S.Y.Cheo 			(1951)
- Zanthoxylum armatum var. subtrifoliatum  (Franch.) Kitam.  			(1972)
- Zanthoxylum bungei Hance  				(1866), nom. illeg.
- Zanthoxylum hostile Wall.  				(1829), not validly publ.
- Zanthoxylum planispinum Siebold & Zucc.  		(1845)
- Zanthoxylum violaceum Wall. 				(1829), not validly publ[3].

pour variété ferrugineum

- Zanthoxylum alatum f. ferrugineum  Rehder & E.H.Wilson 		 (1914)
- Zanthoxylum planispinum f. ferrugineu  (Rehder & E.H.Wilson) C.C.Huang  	(1957) [4].

## References
1. ↑   au népal le Timut est Timur
2. ↑  Zanthoxylum armatum en Flora de China
3. ↑  (en) POWO :    Zanthoxylum armatum var. ferrugineum   (Rehder & E.H.Wilson) C.C.Huang (consulté le 10 septembre 2023)
4. ↑  (en) POWO :    Zanthoxylum armatum var. armatum   (consulté le 10 septembre 2023)